# Monoclonius
Monoclonius ("Enkelt skaft") var ett släkte växtätande, behornade dinosaurier ( ceratopsidae ) som levde i Nordamerika ( Montana och Alberta ), enligt forskare i slutet av krita, för cirka 76 - 70 milj. år sedan. Namnet kommer från dinosauriens tänder, som hade en enkel rot. Släktet erhåller många arter ( Typart, M. crassus ), och nära släktingar till Monoclonius var bland annat Centrosaurus och Einiosaurus. Monoclonius hittades av Edward Drinker Cope 1876. Tidigare var forskare oeniga om huruvida Monoclonius och Centrosaurus var ett och samma släkte eller inte, då de uppvisar stora likheter i fråga om kroppsstorlek och huvudutsmyckningar. Moderna studier tyder dock på att de är två olika släkten. Liksom många andra släkten i familjen ceratopsidae är Monoclonius känd från väl bevarade fossil (se bild nedan). 

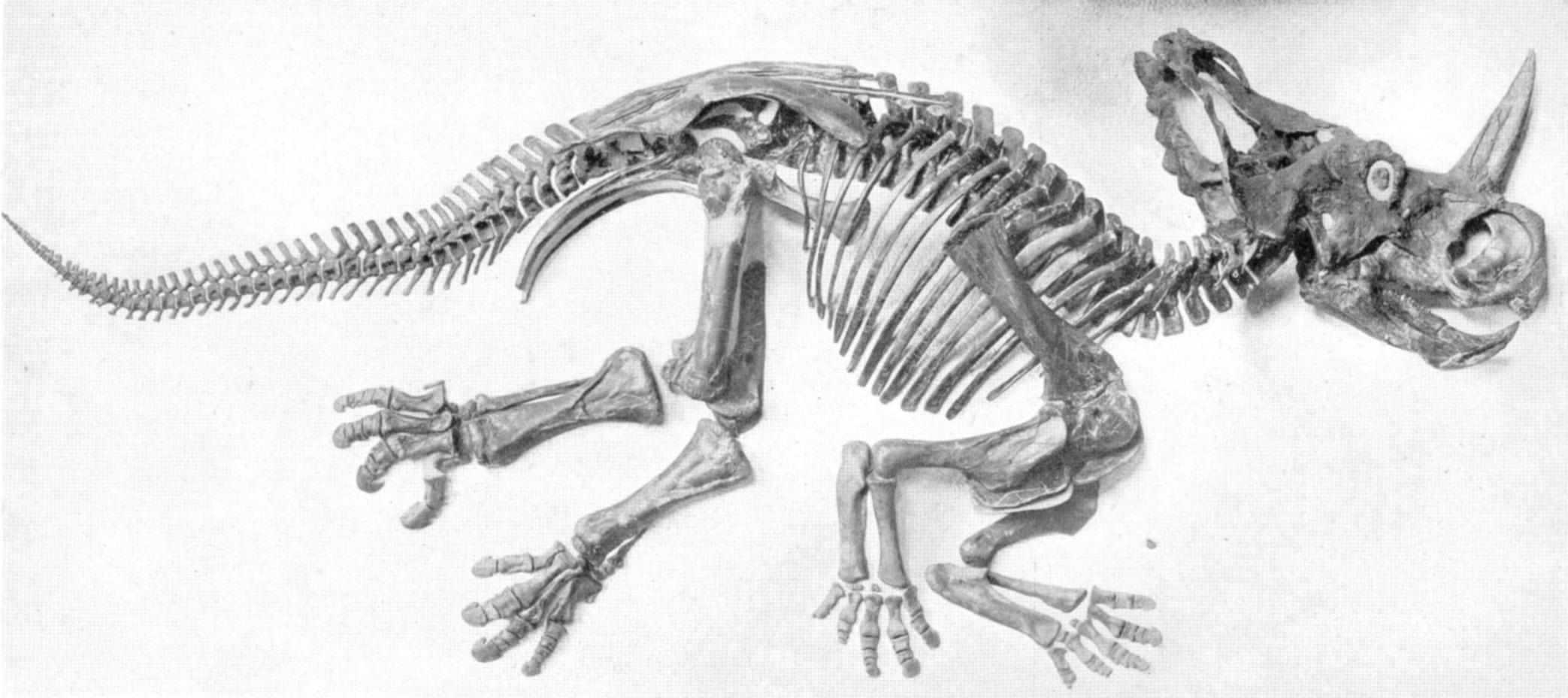
Skelett från Monoclonius

## Beskrivning
Som andra ceratopsider var Monoclonius ett fyrbent djur, med tung kropp och en stor skalle med horn och en krage av ben som växte bak över nacken. En fullvuxen Monoclonius mätte 6 meter från nos till svans, och var 3 meter hög. Skallen var med kragen inräknad cirka 2 meter lång, och hade ett par stora hål (fenestrae) som reducerade vikten. På nosen hade Monoclonius ett enkelt, noshörningslikt horn, som kan ha varit ett vapen.

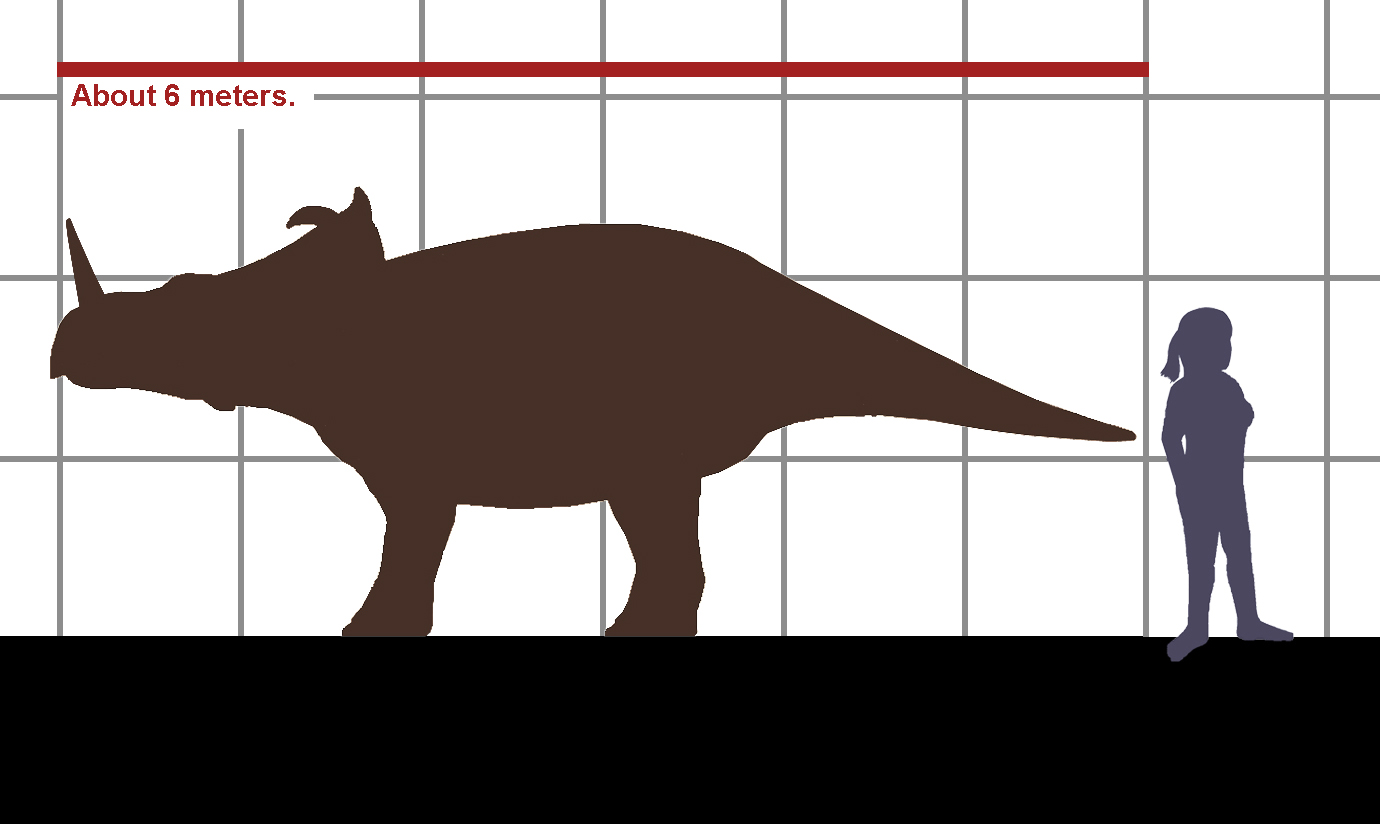
Storleksjämförelse mellan Monoclonius och en människa.